# Mảnh vụn
Mảnh vụn là một mảnh vỡ của một vật thể lớn hơn, hoặc một vật thể lạ–dị vật–xâm vào, hoặc bị cố tình tiêm vào cơ thể. Dị vật phải nằm ngay trong mô (tập hợp của tế bào) mới được coi là một mảnh vụn (theo các chuyên gia). Các mảnh vụn có thể gây ra cơn đau khởi đầu do chúng xé qua thịt và cơ bắp (bắp thịt), cơn nhiễm trùng qua vi khuẩn ở trên dị vật, và nội thương trầm trọng do dần dần di chuyển đến các cơ quan và xương trọng yếu.
Mảnh vụn thường thường là gỗ (được gọi là dằm), nhưng cũng có nhiều loại khác. Theo Học viện Bác sĩ Gia đình Hoa Kỳ (AAFP), các mảnh vụn thường thấy là thủy tinh, nhựa, kim loại, và gai của động vật.
Cho bất kỳ vết thương nào làm rách da, mảnh vụn vẫn có thể dẫn đến nhiễm trùng, nếu không được chữa, thì có thể làm thành những biến chứng rắc rối hơn. Nếu mảnh vụn ở trong cơ thể hơn 2-3 ngày, hoặc nếu vết thương có những dấu hiệu bị viêm (đau, sốt, đỏ, sưng) hoặc đau khi bị chạm đến (dù mảnh vụn có được gỡ ra hay không), bạn khuyên nên đi thăm bác sĩ.

## Nhiễm trùng
Nhiễm trùng thường được xác định bằng khoảng thời gian mà các vật thể ở lâu trong người. Những vật thể nào mà có chất độc, bụi bẩn, bị đâm sâu, hoặc bị cắn, thường lấy một thời gian ngắn hơn trước khi vết thương được thấy rõ là bị nhiễm trùng. Theo AAFP, các bệnh nhân lớn tuổi, hoặc mắc bệnh tiểu đường, hoặc có những vết thương dài hơn, rộng hơn, hoặc bị cứa sâu hơn, sẽ có rủi ro nhiễm trùng cao hơn nhiều. Dĩ nhiên đơn giản nhất để tránh nhiễm trùng là gỡ bỏ hoàn toàn các mảnh vụn hoặc dị vật càng sớm càng tốt. Mặc dù nhiễm trùng nói chung là biến chứng lớn nhất mắc phải với mảnh vụn, trải từ 1,1 đến 12%, việc dùng các kháng sinh trong các ca không bị cắn, thường thường được cộng đồng y tế cho là không cần thiết cho lắm. Mặc dù là ca hiếm gặp, nhưng nhiễm trùng do các vết thương trên người cùng có thể dẫn đến uốn ván.